# Depois Daquele Baile
Depois Daquele Baile é um filme brasileiro de 2006, do gênero comédia romântica, dirigido por Roberto Bomtempo. O roteiro é de Susana Schild, baseado em uma peça teatral de Rogério Falabella. 
É o filme de estreia de Roberto Bomtempo na direção, e ganhou o Troféu Candango de melhor filme no Festival de Brasília.

## Sinopse
O filme, sobre a terceira idade, se passa em Belo Horizonte e conta a história de Dóris, uma alegre viúva interpretada por Irene Ravache. Ela é disputada por dois grandes amigos, Freitas, interpretado por Lima Duarte, e Otávio, interpretado por Marcos Caruso, que fazem uma aposta para conquista-la.

## Elenco
- Irene Ravache .... Dóris
- Lima Duarte .... Freitas
- Marcos Caruso .... Otávio
- Ingrid Guimarães .... Bete
- Chico Pelúcio .... Cosme
- Regina Sampaio .... D. Judite

## Principais prêmios e indicações
Festival de Brasília (2005)
- Recebeu o Troféu Candango na categoria de melhor filme.

Grande Prêmio Cinema Brasil (2007)
- Indicado na categoria de melhor roteiro adaptado.

Festival de Cinema e Vídeo de Cuiabá (2006)
- Venceu na categoria de melhor roteiro.

Mostra de Tiradentes
- Venceu na categoria de melhor filme - voto popular.

## Crítica
Érico Fuks, do Omelete, deu apenas uma estrela, colocando a obra numa categoria de regionalismo raso onde detalhes típicos como o sotaque ganham importância indevida, enquanto o triângulo amoroso é previsível, os dilemas mornos e nada cria expectativas demais. Sérgio Rizzo, em crítica para a Folha de S.Paulo, coloca que o filme tem ideias e ideais bem intencionados, mas que são enfraquecidas pelo fraco desenvolvimento da trama, lhe faltando unidade narrativa. Também para a Folha, Ricardo Feltrin foi mais elogioso com a obra, seu elenco e sua direção, concluindo que o filme vale o ingresso por sua honestidade e despretensão. Eduardo Valente, em crítica para a Revista Cinética, compara o filme a uma telenovela por seus clichês narrativos - lembrando ainda que os protagonistas Irene Ravache e Lima Duarte também faziam, na mesma época do filme, um casal em Belíssima - e o regionalismo pouco efetivo, ao usar locações mineiras já bem conhecidas do grande público como o Mineirão e o Edifício Niemeyer.